# Crn vrv (Berg)
Der Crn vrv (mazedonisch Црн врв, albanisch Maja e Zezë, serbisch Црни врх/Crni vrh, deutsch „Schwarzer Gipfel“) ist ein Berg im kosovarisch-nordmazedonischen Grenzgebirge Šar Planina/Sharr-Gebirge. Er ist 2585 m. i. J. hoch.